# 아름다운 선택
《아름다운 선택》은 1999년 6월 7일부터 1999년 12월 30일까지 방영된 문화방송 아침드라마이다.

## 출연
- 한진희 : 안빈 역
- 이혜숙 : 고윤정 역
- 추상미 : 최수안 역
- 유태웅 : 허영 역
- 이보희 : 은희 역
- 김인문
- 김성민
- 김승환
- 정경순
- 박광정
- 전미순
- 노정명
- 정태우 : 정민 역
- 유혜정
- 전재룡
- 이미경
- 이재훈
- 서장석
- 현규환
- 반효정
- 김남진
- 정욱
- 서범식
- 김세아
- 구혜진
- 구민지
- 박주희
- 최상훈
- 최우혁
- 홍수현
- 홍은희
- 허성수
- 함신영
- 조재혁
- 김상엽
- 송일국
- 홍승옥
- 정기성
- 김일웅
- 최세환
- 권인선
- 박형선
- 최범호
- 이도련

## 참고 사항
- 이 드라마는 당초 〈애수〉란 제목이었으나 갑작스럽게 변경됐다.[1]
- 홍리나가 캐스팅 물망에 올랐으나 개인사정으로 고사했다.[2]